# 伊豆箱根バス三島営業所
伊豆箱根バス三島営業所（いずはこねバスみしまえいぎょうしょ）は、静岡県三島市にある伊豆箱根バスの営業所。

## 概説
路線バスは三島市・沼津市・田方郡函南町・伊豆の国市・伊豆市・熱海市と神奈川県足柄下郡箱根町・湯河原町の一部の路線を管轄する。
静岡県三島市大場の伊豆箱根鉄道本社と駿豆線大場工場および伊豆箱根バス本社敷地内に併設されている。1995年から毎年秋季に駿豆線の大場工場とともに「いずはこねふれあいフェスタ」（一般開放）が行われている。
熱海駅・湯河原駅発着路線（主に旧熱海営業所の所管路線）では先に交通系ICカード「PASMO」（相互利用カードをふくむ）が使用可能となっており、2021年3月31日までは沼津・三島地区の路線ではICカードは使用不能だったが、現在ではともに利用可能である。

## 沿革
- 2008年11月1日 - 沼津登山東海バス（当時）より、函南町内の路線を一部区間廃止の上で継承[4]。
- 2018年4月1日 - 熱海営業所より熱海市内発着路線と湯河原町内発着の一部の路線が移管[5]。

## 現行路線

### 高速路線
三島羽田シャトル
東京ディズニーリゾート - 新木場駅 - 羽田空港（羽田エアポートガーデンバスターミナル） - 横浜駅（YCAT） - 三島駅北口 - 三島駅南口 - 三島大場（伊豆箱根バス三島営業所）
- 東海バス・WILLER EXPRESSと共同運行[6]。2024年4月改正でWILLER EXPRESS便を三島発は早朝・三島行きは夜行便として東京ディズニーリゾート発着に変更。但し、三島発はYCATと新木場駅を、三島行きは新木場駅をそれぞれ経由しない。
- 羽田空港から三島市を経由して伊豆半島へ[7]、あるいは三島市から横浜市や東京都といった首都圏各地へ[8] の利用が想定され、当路線が地域の起爆剤となることが期待されている[7]。
- 当初は2020年4月21日運行開始予定だったが、新型コロナウイルス感染拡大の影響を受けて羽田エアポートガーデンの開業が2023年1月31日に延期したことにより、同日運行開始になるはずだった[9]。しかし、諸事情により運行が開始されていなかったが[6]、2023年7月21日にようやく3往復で運航にこぎつけられた[10]。

### 一般路線
【】内は箱根地区の路線バスに導入されている系統記号。『』内はその他の路線に導入されている系統番号。

#### 三島駅発着路線
加茂富士見台線
| No.  | 運行区間 |
| ---- | --- |
| 三33 | 加茂中央 → 百合ヶ丘入口 → 三島駅北口（平日 朝片道1本のみ運行）                                                             |
| 三61 | 三島田町駅 - (菰池) - 三島駅⑥ - 百合ヶ丘入口 - 旭ヶ丘 - 加茂 - (富士見台東) - 富士見台                                     |
| 三62 | 三島田町駅 - 三島駅⑥ - (菰池) - 百合ヶ丘入口 - 旭ヶ丘 - 老人福祉センター - 加茂 - (富士見台東) - 富士見台                  |
| 三63 | 三島駅⑥ - (菰池)- 百合ヶ丘入口 - 旭ヶ丘 - 加茂 - (富士見台東) - 富士見台                                                   |
| 三64 | 三島駅⑥ - (菰池) - 百合ヶ丘入口 - 旭ヶ丘 - 老人福祉センター - 加茂 - (富士見台東) - 富士見台                               |
| 三67 | 三島駅⑥ - 百合ヶ丘入口 - 旭ヶ丘 - 加茂中央 - きじ公園 - 加茂中央 - 旭ヶ丘 - 百合ヶ丘入口 - 三島駅（きじ公園経由 加茂循環） |

- 富士見台東は富士見台行きのみ経由する
- 菰池は三島駅方面のみバス停がある

下土狩線
| No.  | 運行区間                                                           |
| ---- | ------------------------------------------------------------------ |
| 三69 | 三島駅⑥ - 三島広小路駅 - 下土狩駅 （土・日・祝日 昼間1本のみ運行） |
| 三69 | 下土狩駅 - 三島広小路駅 - 三島駅 （土・日・祝日 昼間1本のみ運行）  |

#### 大場駅・函南駅発着路線
下記のうち函南町内発着路線はもともと沼津登山東海バス（当時）が運行していたが、運賃収入の低迷と沿線自治体から必要な補助を受けられなかったことを理由に撤退し、一部区間を廃止した上で2008年11月1日より伊豆箱根バスが継承した。大場駅前と熱海駅を結ぶ『熱15』は#熱海駅・湯河原駅発着路線に記載。
畑毛温泉線
| No.  | 運行区間                                                                                                |
| ---- | --- |
| 大01 | 畑毛温泉 → 柿沢台 → 宝蔵台入口 → 岐れ道 → 函南中学校 → 間宮 → 大場駅前 → 岐れ道 → 宝蔵台入口 → 畑毛温泉 |
| 大01 | 畑毛温泉 → 宝蔵台入口 → 岐れ道 → 函南中学校 → 間宮 → 大場駅前 → 岐れ道 → 宝蔵台入口 → 柿沢台 → 畑毛温泉 |
| 大02 | 畑毛温泉 → 宝蔵台入口 → 岐れ道 → 函南中学校 → 間宮 → 大場駅前 → 岐れ道 → 宝蔵台入口 → 畑毛温泉          |
| 函11 | 函南駅 → 平井 → 岐れ道 → 函南中学校 → 間宮 → 大場駅前 → 岐れ道 → 宝蔵台入口 → 畑毛温泉                  |
| 函11 | 畑毛温泉 → 宝蔵台入口 → 岐れ道 → 函南中学校 → 間宮 → 大場駅前 → 岐れ道 → 平井 → 函南駅                  |
| 函12 | 函南駅 - 平井 - 岐れ道 - 宝蔵台入口 - 畑毛温泉                                                          |

- [函11]岐れ道 - 函南中学校 - 間宮 - 大場駅前 - 岐れ道間は函南駅行・畑毛温泉行ともに同じ方向に運行する変則ルートになっている。

#### 伊豆長岡駅発着路線
伊豆長岡駅 - シーパラ線
| No.  | 運行区間                                                                        |
| ---- | ------------------------------------------------------------------------------- |
| 長11 | 長岡駅 - 温泉駅 - 温泉場中 - 宗徳寺前 - 伊豆の国市役所 - 伊豆三津シーパラダイス |

- 長岡伊豆三津シーパラダイス線ともよばれる。
- 事業者単独では路線を維持することは困難であることから、国・県の補助（地域間幹線系統確保維持費国庫補助金）を受けて運行している。

伊豆長岡駅 - 長岡温泉場循環線
| No.  | 運行区間                                                                                              |
| ---- | --- |
| 長13 | 長岡駅 - 温泉駅 - 温泉場西 - 伊豆の国市役所 - 宗徳寺前 - 温泉場中 - 温泉駅 - 長岡駅（長岡温泉場循環） |

#### 沼津駅発着路線
沼津駅 - 新道・旧道 - 三島駅線
| No.  | 運行区間                                                       |
| ---- | -------------------------------------------------------------- |
| 三05 | 沼津駅⑤ - 八幡西 - （旧道） - 三島駅                           |
| 三07 | 沼津駅⑤ - 八幡西 - （新道） - 三島駅(2022年5月1日(日)より休止) |
| 沼06 | 沼津駅⑤ → 八幡西 → （バイパス） → 三島田町駅(土休日運行)       |

[三07]：東海バスと共同運行。広小路駅以東と八幡西以西は三05と同じ経路で運行する。
2023年7月22日(土)のダイヤ改正にて新道経由は2社とも大幅に減便。東海バスと共同運行。
[三05]：日中30分間隔で、2社が交互に運行する。軌道線（現在は廃線）を元に設定された路線である。
2023年7月22日(土)のダイヤ改正にて旧道経由は30分から1時間間隔となり、さらに沼津駅10時台の便は全便廃止となった。
2024年4月1日(月)のダイヤ改正にて10時台の旧道経由が復活した。(東海バス担当便)
[沼06]：八幡西までは[三05]・[三07]と同じ経路で運行する。
沼津駅 - 沼津港循環・御用邸記念公園線
| No.       | 運行区間 |
| --------- | --- |
| 沼11      | 沼津駅① - 上土 - 第二小学校前 - 沼津港 - 魚市場入口 - 御用邸記念公園                                                         |
| 沼12 急行 | 沼津駅① - 上土 - 沼津港(土休日運行・記載停留所のみ停車)                                                                      |
| 沼13      | 沼津駅① - アーケード名店街 - 第二小学校前 - 第二小学校入口 - 沼津港 - 第二小学校前 - アーケード名店街 - 沼津駅（沼津港循環） |
| 沼14      | 沼津駅① - 上土 - 第二小学校入口 - 千本東町 - 千本港町 - 沼津港                                                               |

- [沼14]2020年3月より沼津港循環にて小型EVバスが運行を開始した。車両構造と性能の関係でこの系統は静岡県道159号沼津港線を直行する。車両点検時および夏季は通常の車両で運行する。
- 沼津駅 - 沼津港間は全区間200円の均一運賃(沼津駅～沼津駅間も同様に200円)。

沼津駅 - 北市内循環（東）線
| No.  | 運行区間                                                                         |
| ---- | -------------------------------------------------------------------------------- |
| 沼15 | 沼津駅⑥ → 天神ヶ尾 → 五月町 → 沼津駅北口 → 沼津駅（北市内循環・平日1本のみ運行） |

沼津駅 - 大岡 - 三島駅線
| No.  | 運行区間                                            |
| ---- | --------------------------------------------------- |
| 沼51 | 沼津駅⑥ - 加藤学園前 - 西島病院 - 大岡駅前 - 三島駅 |
| 沼52 | 沼津駅⑥ - 加藤学園前 - 大岡駅前 - 三島駅            |

- 沼津大岡三島線ともよばれる。
- 事業者単独では路線を維持することは困難であることから、国・県の補助（地域間幹線系統確保維持費国庫補助金）を受けて運行している。

沼津駅 - 大岡循環西・東線
| No.  | 運行区間                                                        |
| ---- | --------------------------------------------------------------- |
| 沼54 | 沼津駅⑥ - 加藤学園前 - 西島病院 - 大岡駅前 - 沼津駅（大岡循環） |
| 沼55 | 沼津駅⑥ - 加藤学園前 - 大岡駅前 - 沼津駅（大岡循環）            |

- 加藤学園前を先に経由する西回りと、大岡駅前を先に経由する東回りがある。

沼津駅 - 伊豆長岡駅線
| No.  | 運行区間 |
| ---- | --- |
| 沼71 | 沼津駅③ - 上土 - 市役所前 - 御用邸 - 静浦地区センター前 - 多比 - 長塚 - 宗徳寺前 - 温泉場中 - 温泉駅 - 長岡駅               |
| 沼72 | 沼津駅③ - 上土 - 市役所前 - 御用邸 - 静浦地区センター前 - 多比 - 長岡リハビリ病院前 - 宗徳寺前 - 温泉場中 - 温泉駅 - 長岡駅 |
| 沼73 | 沼津駅③ → 上土 → 市役所前 → 御用邸 → 静浦地区センター前 → 多比 → 江間 → 墹の上（ままのうえ） → 長岡駅                       |
| 沼74 | 沼津駅③ → 上土 → 市役所前 → 御用邸 → 浜通りはまゆう前 → 静浦地区センター → 多比 → 宗徳寺前 → 温泉場中 → 温泉駅 → 長岡駅     |
| 沼76 | 長岡駅 → 温泉駅 → 温泉場中 → 宗徳寺前 → 多比 → 静浦地区センター前 → 御用邸 → 魚市場入口 → 上土 → 沼津駅                     |
| 沼77 | 沼津駅③ - 上土 - 市役所前 - 御用邸 - 静浦地区センター前 - 多比                                                              |

- 沼津静浦長岡線ともよばれる。
- 沼73は（平日夕方1便のみ運行）、沼74は（平日朝1便のみ運行）、沼76は（土日祝日午前中1便のみ運行・長塚非経由）
- 事業者単独では路線を維持することは困難であることから、沼71・沼72系統については国・県の補助（地域間幹線系統確保維持費国庫補助金）を受けて運行している。

#### 熱海駅・湯河原駅発着路線
以下の路線では三島・沼津地区ICカード導入前からPASMOが使用可能。熱海駅 - 大学病院前間では熱海駅方面行きは仲見世入口を経由し、郊外方面行きは春日町・足川を経由する。
【AT】熱海・箱根線
| No.  | 運行区間 |
| ---- | --- |
| AT51 | 熱海駅 - お宮の松 - （起雲閣前） - 来の宮神社前 - 姫の沢公園 - 十国峠登り口 - 富士箱根ランド - 箱根関所跡 - 元箱根 - 箱根園                            |
| AT52 | 熱海駅 - お宮の松 - （起雲閣前） - 来の宮神社前 - （小学校前 - 笹良ヶ台団地上） - 姫の沢公園 - 十国峠登り口 - 富士箱根ランド - 箱根関所跡 - 元箱根     |
| AT53 | 熱海駅 - お宮の松 - （起雲閣前） - 来の宮神社前 - （小学校前 - 笹良ヶ台団地上） - 姫の沢公園 - 十国峠登り口 - 富士箱根ランド入口 - 箱根関所跡 - 元箱根 |
|      | 熱海駅 - お宮の松 - （起雲閣前） - 来の宮神社前 - （小学校前 - 笹良ヶ台団地上） - 姫の沢公園 - 十国峠登り口                                            |

- 起雲閣前は元箱根方面のみ、小学校前 - 笹良ヶ台団地上間は【AT51】を除く熱海駅方面のみ経由[1]。
- 十国峠登り口発着便は毎日運行。

AT51箱根園発着便は運行休止中。
熱海駅 - 相の原団地線
| No.  | 運行区間                                                        |
| ---- | --------------------------------------------------------------- |
| 熱11 | 熱海駅 - お宮の松 - （起雲閣前） - 来の宮駅 - 梅園 - 相の原団地 |

- 起雲閣前は相の原団地方面のみ経由。

起雲閣清水町循環線
| No.  | 運行区間                                         |
| ---- | ------------------------------------------------ |
| 熱13 | 熱海駅 → お宮の松 → 起雲閣前 → お宮の松 → 熱海駅 |

梅園・来宮循環
| No.  | 運行区間                                                                          |
| ---- | --------------------------------------------------------------------------------- |
| 熱14 | 熱海駅 → お宮の松 → 起雲閣前 → 来の宮駅 → 梅園 → 来の宮神社前 → お宮の松 → 熱海駅 |

熱海大場線
| No.  | 運行区間                                                                                    |
| ---- | ------------------------------------------------------------------------------------------- |
| 熱15 | 熱海駅 - お宮の松 - （起雲閣前） - 来の宮駅 - 梅園 - 畑 - 平井 - 岐れ道 - 八ッ溝 - 大場駅前 |

- 2018年11月1日新設[2]。
- 起雲閣前は大場駅前行きのみ経由。また、大場駅前行きは浄水場前 - 平井間、熱海駅行きは平井 - 伊豆箱根バス車庫前間がそれぞれバス停が設置されておらず無停車[2]。
- 2022年10月1日、平井 - 伊豆箱根バス車庫前間に「畑」バス停を新設[13]。

熱海駅 - 笹良ヶ台循環線
| No.  | 運行区間 |
| ---- | --- |
| 熱21 | 熱海駅 → お宮の松 → 起雲閣前 → 来の宮神社前 → 笹良ヶ台団地 → 小学校前 → 来の宮神社前 → お宮の松 → 熱海駅       |
| 熱22 | 熱海駅 → お宮の松 → 国際専門学校前 → 来の宮神社前 → 笹良ヶ台団地 → 小学校前 → 来の宮神社前 → お宮の松 → 熱海駅 |
| 熱23 | 熱海駅 → お宮の松 → 国際専門学校前 → 来の宮神社前 → 笹良ヶ台団地 → 小学校前                                    |
| 熱24 | 笹良ヶ台団地 → 小学校前 → 来の宮神社前 → お宮の松 → 熱海駅                                                     |

熱海駅 - 熱海後楽園線
| No.  | 運行区間                                                               |
| ---- | ---------------------------------------------------------------------- |
| 熱71 | 熱海駅 → お宮の松 → 親水公園 → 熱海港 → 熱海後楽園(東海バスと共同運行) |
| 熱71 | 熱海後楽園 → 国際専門学校 → お宮の松 → 熱海駅(東海バスと共同運行)      |

湯河原駅 - 箱根関所跡・元箱根線
| No.  | 運行区間                                                        |
| ---- | --------------------------------------------------------------- |
| 湯01 | 湯河原駅 - 不動滝 - （大観山 / 奥湯河原） - 箱根関所跡 - 元箱根 |

- 不動滝 - 箱根関所跡間では、元箱根行きは大観山、湯河原駅行きは奥湯河原をそれぞれ経由する[5]。

湯河原駅 - 不動滝・奥湯河原線
| No.  | 運行区間                     |
| ---- | ---------------------------- |
| 湯03 | 湯河原駅 - 不動滝 - 奥湯河原 |
| 湯05 | 湯河原駅 - 不動滝            |

- 小田原営業所との共管路線で、当営業所は一部の便を担当する[5]。箱根登山バスと共同運行しており、月ごとに担当便を入れ替えている[14]。

### 受託路線

#### 三島市自主運行バス
- せせらぎ号 - 東海バスと共同で運行[15]、年度によって担当するルートが入れ替わる。
- 花のまち号- 伊豆箱根交通と共同受託。朝夕の小型バスで運行する便のみ担当。
  - すべての路線で車椅子対応の小型バスで運行。

#### 伊豆の国市自主運行バス
県の補助（市町自主運行バス事業費補助金）及び伊豆の国市の補助（伊豆の国市自主運行バス事業補助金）を受けて運行している。
- 千代田団地・韮山駅線
  - 『韮01』韮山駅 - 改善センター前 - 保健センター前 - 江間 - 千代田団地
  - 『韮02』千代田団地 → 江間 → 韮山駅

- 奈古谷温泉口・韮山駅線
  - 『韮03』奈古谷温泉口 - 江川邸 - 改善センター前 - 韮山駅

- 奈古谷温泉口・千代田団地線
  - 『韮04』奈古谷温泉口 → 江川邸 → 改善センター前 → 韮山駅 → 改善センター前 → 保健センター前 → 江間 → 千代田団地

#### 長泉町コミュニティバス
- 東海バス・富士急シティバスと共同で受託[16]。南北線の平日第1～3便・土日祝第1・2便と循環線Bを担当。

#### 三島総合病院シャトルバス
- 田町駅 - 三島函南農協 - 三島総合病院
  - 病院へアクセスするための無料シャトルバスで、田町駅 - 三島函南農協間のみの乗車は不可。日曜日は全便運休[17]。

#### イオンフードサプライ
- 三島駅北口 - イオンフードサプライ

## 廃止路線

### 一般路線（廃止）
- 韮山駅 - 江川邸
- 韮山駅 - 反射炉
- 長岡駅 - 反射炉
- 長岡駅 - 墹の上 - 千代田団地
- 長岡駅 - 長塚 - 千代田団地
  - 上記の路線は2012年4月1日に廃止された[18]。
- 三島駅 - 上土 - 沼津港
  - 休日1往復のみ運行だった。
- 三島駅 - 大場駅入口 - 長岡駅口 - 東京電気前 - 修善寺駅
  - 臨時「深夜バス」
- 修善寺駅 - 上和田橋 - 入屋
- 浜通りはまゆう前 → 静浦地区センター
- 中伊豆線
  - 『修24』修善寺駅 - 戸倉野 - 地蔵堂入口 - 貴僧坊 - 筏場（いかだば） - 筏場新田
  - 『修25』修善寺駅 - 戸倉野 - 地蔵堂入口 - 地蔵堂 - 筏場
  - 姫の湯下→筏場（平日1便のみ運行）
  - 筏場→貴僧坊（平日1便のみ運行）
    - 地蔵堂入口 - 筏場間はループ状の運転経路になっており、修善寺駅発貴僧坊経由筏場行きは筏場から地蔵堂経由修善寺駅行き（地蔵堂経由筏場行きは筏場から貴僧坊経由修善寺駅行き）となって折り返していた。
    - 2022年4月より東海バスを委託先とする伊豆市自主運行バスに転換され、この時筏場 - 筏場新田間が廃止された。
- 大場・函南駅 - 大場・錦が丘分譲地線（2022年4月より三島市自主運行バス花のまち号として運行（運行委託先：伊豆箱根バス、伊豆箱根交通））
  - 『大32』あいさつ通り → 錦が丘公園前 → 大場分譲地 → 赤王口 → 大場駅
  - 『大36』大場駅 → 赤王口 → 大場分譲地 → あいさつ通り → 錦が丘公園前
  - 『大37』大場駅 → 八ッ溝 → 上沢口 → 大場分譲地 → あいさつ通り → 錦が丘公園前 → 大場分譲地 → 赤王口 → 大場駅
  - 『大38』大場駅 → 赤王口 → 大場分譲地 → あいさつ通り → 錦が丘公園前 → 大場分譲地 → 上沢口 → 八ッ溝 → 大場駅
  - 『大39』大場駅 → 八ッ溝 → 上沢口 → 大場分譲地 → あいさつ通り → 錦が丘公園前 → 大場分譲地 → 上沢口 → 八ッ溝 → 大場駅
- 沼津駅 - 緑ヶ丘循環線
  - 『沼16』沼津駅⑥ → 天神ヶ尾 → 緑ヶ丘 → 加藤学園前 → 沼津駅（緑ヶ丘循環）
- 『沼10』沼津駅 - 上土 - 第二小学校前 - 沼津港 - 御用邸 - 多比 - 宗徳寺前 - 温泉場中 - 温泉駅 - 温泉場西 - 伊豆の国市役所 - 伊豆三津シーパラダイス
  - 土休日のみ運行だった。2022年9月30日を以て廃止。
- 『長12』伊豆三津シーパラダイス → 伊豆の国市役所 → 温泉場西 → 温泉駅 → 長岡駅
- 『沼78』沼津駅③ - 上土 - 第二小学校入口 - 御用邸 - 静浦地区センター前 - 多比（土日祝日午前中1便のみ運行）
- 『沼79』沼津駅③ - 上土 - 市役所前 - 御用邸 - 静浦地区センター前（平日午後のみ運行）

- 『三07』沼津駅⑤  - 臼井国際産業前 - （新道） - 三島駅(2023年10月31日まで運行)
- 『三05』沼津駅⑤ - 臼井国際産業前 - （旧道） - 三島駅(2023年10月31日まで運行)
- 『沼06』沼津駅⑤ → 臼井国際産業前 → （バイパス） → 三島田町駅(2023年10月31日まで運行)
- 2021年7月3日（土）の黄瀬川大橋の崩落により7月5日（月）の始発便より東海バス沼津営業所柿田線の「東下石田」～「臼井国際産業前」停留所を臨時停留所として設定し運行している。  運賃・定期券・回数券の取り扱いは「久保＝東下石田」、「黄瀬川＝潮音寺」、「黄瀬川橋＝黄瀬川橋南」、「八幡西＝臼井国際産業前」となる。
- 2022年5月1日(日)より迂回運行ルートを本運行とする。(久保〜八幡西停留所間は休止)
- 『沼07』八幡西 → 沼津駅(2022年5月1日(日)より休止)
  - 平日のみ運行。
- 『沼07』臼井国際産業前 → 沼津駅(2022年5月1日(日)新設・2023年7月22日(土)廃止)
  - 平日のみ運行。
- 『修10』修善寺温泉場線 修善寺駅 - 温泉場（修善寺）
  - 東海バスと競合[19]。
  - 2024年2月1日(木)より全便運休となる。
  - 2024年4月1日のダイヤ改正により路線廃止。
- 函南駅線
  - 『函21』大場駅 - 八ッ溝 - 上沢口 - 落合 - 函南駅
  - 『函22』大場駅 - 赤王口 - 上沢口 - 落合 - 函南駅
    - 2024年4月1日のダイヤ改正により路線廃止。函南町による大場・函南デマンドタクシーが代替。函南タクシーに運行委託。平日のみ運行で、事前予約が必要[20]。
- 加茂富士見台線（一部系統）
  - 『三65』富士見台 - 加茂 - 加茂入口 - 百合ヶ丘入口 - 三島駅（平日 朝片道1本のみ運行）
  - 『三66』三島駅⑥ - 百合ヶ丘入口 - 百合ヶ丘 - 百合ヶ丘入口 - 旭ヶ丘 - 三島駅（百合ヶ丘・旭ヶ丘循環）
    - 2024年4月1日のダイヤ改正により路線廃止。

- 『学02』来の宮駅 → 梅園 → 相の原団地
  - 平日のみ運行。

- 『学02』相の原団地 → 来の宮神社前 → 来の宮駅
  - 土休日と学休日運休。

三島駅北口 - 伊豆長岡温泉 特急バス
- 三島駅北口 - 百合ヶ丘入口 - 加茂中央 - （伊豆縦貫自動車道） - 伊豆の国市役所 - 古奈温泉南口 - 温泉場中 - 長岡温泉駅[21]
  - 2014年5月に開設された路線。三島駅北口 - 加茂中央間は双方向とも乗降可能だったが、江間いちご狩りセンター - 長岡温泉駅間は長岡方面は降車専用、三島方面は乗車専用だった。長距離の運行であることや有料道路を通過することで運行経費が膨らんだものの、それに見合う収入が見込まれないとして、2017年9月1日に廃止された[22]。

### 受託路線（廃止）
沼津市ワンコインバス
- 「ビーバス（南北循環）」
  - 2012年4月1日に廃止された[23]。

観光周遊型バス「歴バスのる〜ら」
- 伊豆長岡駅 → 韮山反射炉 → 蛭ヶ島公園 → 江川邸 → 韮山いちご狩りセンター → JAグリーンプラザ伊豆の国 → 韮山駅 → 北条の里 → 伊豆長岡駅
  - 世界遺産「明治日本の産業革命遺産 製鉄・製鋼、造船、石炭産業」の構成資産である韮山反射炉や、重要文化財である江川邸といった伊豆の国市にある観光地を巡る周遊バス。土休日と特定日に運行。区間運賃の設定はなく、1日バス乗り放題乗車券による利用のみとなっていた[24]。
  - 2023年10月1日で廃止となった[25]。

函南町拠点循環バス
- 函南町役場 - 向原 - 田方農業高校 - 伊豆仁田駅 - 塚本 - 伊豆ゲートウェイ函南
  - 2021年11月1日～2024年3月31日実証運行。
  - 2023年3月25日～2023年3月31日までは運行休止していた。
  - 2023年4月1日に運行経路の変更及びダイヤ改正実施。
  - 2024年3月31日をもって運行終了。
  - 2024年6月1日より再開し、運行受託者が函南タクシーに変更となる。

三島市自主運行バスなかざと号
- 大場駅 - 梅名 - 中郷文化プラザ - 長伏 - 伊豆・村の駅 - ジョイランドみしま - 古川橋 - 大場駅
  - 伊豆箱根バスが運行受託する形での運行ではなくなるため記載。2025年4月1日からは伊豆箱根交通により運行継続される。なお、運行車両が中型バスからジャンボタクシーとなり、交通系ICカードは利用できなくなる。

## 車両
当営業所所属の2扉の路線バス用車両は、交通系ICカード対応車両（すなわち熱海駅・湯河原駅発着路線）のみ前乗り・前降りで、それ以外の車両（路線）では後乗り・前降りとなっている。所属車両のナンバープレートは伊豆ナンバーが大多数だが、ごく少数沼津ナンバーの車両が存在する。